# Birkach (okręg administracyjny Stuttgartu)
Birkach, Stuttgart-Birkach – okręg administracyjny (Stadtbezirk) w Stuttgarcie, w kraju związkowym Badenia-Wirtembergia. Liczy 6 517 mieszkańców (31 grudnia 2011) i ma powierzchnię 3,00 km².